# 최영덕 (1928년)
최영덕(1928년 3월 10일~2017년 9월 22일)은 대한민국의 정치인이다. 제12대 국회의원을 지냈다.

## 역대 선거 결과
|  | 35.25% |

|  | 13.42% |